# Ampeliceps
Ampeliceps is een geslacht van zangvogels uit de familie  spreeuwen (Sturnidae).

## Soorten
Het geslacht kent één soort:
- Ampeliceps coronatus  –  Kroonmaina